# Bataille de Riyad (1902)
Unification de l'Arabie saoudite
La bataille de Riyad est une bataille mineure de la guerre d'unification entre Rachidis et les forces saoudiennes, survenue le 13 janvier 1902 dans le fort Masmak à Riyad, la capitale de l'actuelle Arabie saoudite.
À la fin de 1901, après la fin du deuxième État saoudien, le clan al Saoud est contraint de déménager au Koweït après la chute de Riyad aux mains de la famille al Rachid. Abdelaziz ibn Saoud, chef du clan, demande des fournitures et des hommes à l'émir koweïtien pour reprendre sa ville natale. Le prince koweïtien, qui a également été impliqué dans plusieurs guerres avec les Rachidis, accède à la demande d'Ibn Saoud et lui donne des chevaux et des armes.
En janvier 1902, Ibn Saoud et ses hommes retournent à Riyad et attaquent avec succès le fort. Ils capturent et tuent Ibn Ajlan (chef de Riyad) après les prières du matin, et brandissent sa tête puis la jettent aux habitants de Riyad.
La victoire d'Ibn Saoud marque le début de trois décennies de combats qui le voient finalement unir presque toute l'Arabie centrale sous son règne. Cela marque également le début du troisième État saoudien, qui évolue pour devenir l'actuelle Arabie saoudite.